# Lluís Miquel Recoder i Miralles
Lluís Miquel Recoder i Miralles (Barcelona, 29 de setembre de 1958) és un advocat i polític català que ha estat alcalde de Sant Cugat del Vallès i conseller de Territori i Sostenibilitat de la Generalitat de Catalunya. És soci assessor a KPMG Espanya. Des de novembre 2024 és el nou president del patronat de la Universitat Ramon Llull.

## Biografia política
Llicenciat en Dret. Militant de Convergència Democràtica de Catalunya des de desembre de 1976. Fundador de la Joventut Nacionalista de Catalunya (JNC), de la qual fou secretari i president del 1986 al 1991. Va ser cap de la Secció d'Adquisició del Sòl de l'Institut Català del Sòl de 1982 a 1986.
Ha estat diputat per CiU per la província de Barcelona a les eleccions generals espanyoles de 1986, 1989, 1993 i 1996, però dimití el 1999. Ha estat vocal de la Diputació Permanent del Congrés dels Diputats. Posteriorment ha estat president del Consell Nacional de la JNC, sotssecretari de la Taula del Consell Nacional de CDC i alcalde de Sant Cugat del Vallès des de 1999.
A les eleccions al Parlament de Catalunya de 1999 i 2003 fou elegit diputat al Parlament de Catalunya. De 2003 a 2006 fou secretari de la Comissió de Control Parlamentari dels Crèdits Destinats a Despeses Reservades de l'Administració de la Generalitat i de la Comissió de Matèries Secretes o Reservades. No es va presentar a la reelecció en 2006 per tal de dedicar-se a la tasca municipal.
A les eleccions municipals del 2007, Lluís Recoder revalida l'alcaldia de Sant Cugat amb una àmplia majoria, en passar de 10 a 14 regidors. Es converteix en un dels alcaldes convergents més rellevants a Catalunya. Tot i que CiU és la qui ostenta la majoria d'alcaldies de Catalunya amb 420, enfront de les 278 del PSC, 150 d'ERC, 25 d'ICV-EUiA, 3 del PPC i 70 d'independents, aquesta és la localitat catalana més gran on CiU governa, i a més amb una àmplia majoria.
Des del juliol de 2007, també ocupa una de les vicepresidències de la Diputació de Barcelona.
El febrer de 2009 va publicar el llibre La llibertat com a resposta, editat per Ara Llibres, on repassa els moments claus de la seva trajectòria política i vital, reflexiona entorn els seus interessos prioritaris i avança els seus projectes de futur. En l'obra, l'alcalde de Sant Cugat posa al descobert moments viscuts en primera persona i reflexiona al voltant de conceptes com el medi ambient, l'educació, la gestió de recursos, el catalanisme i la lluita contra el descrèdit de la política, entre d'altres. A tall d'exemple, proposa un sistema en què els càrrecs de confiança siguin escollits per meritocràcia.
El 29 de desembre de 2010 va ser nomenat conseller de Territori i Sostenibilitat de la Generalitat de Catalunya, càrrec que va ocupar fins al 2012.